# Andrea Vergani
Andrea Vergani (ur. 15 czerwca 1997 w Mediolanie) – włoski pływak specjalizujący się w stylu dowolnym, medalista mistrzostw Europy.

## Kariera
W 2017 roku na mistrzostwach Europy na krótkim basenie w Kopenhadze uczestniczył w wyścigach eliminacyjnych sztafet męskiej i mieszanej. Otrzymał odpowiednio srebrny i brązowy medal, kiedy Włosi w finale znaleźli się na podium.
Rok później, podczas mistrzostw Europy w Glasgow w półfinale 50 m stylem dowolnym ustanowił nowy rekord Włoch (21,37 s), a w finale tej konkurencji zdobył brązowy medal z czasem 21,68 s.
W kwietniu 2019 roku został zawieszony przez Włoską Agencję Antydopingową, kiedy w jego organizmie wykryto THC, związek będący składnikiem marihuany.